# Tacubaya (stanice metra v Ciudad de México)

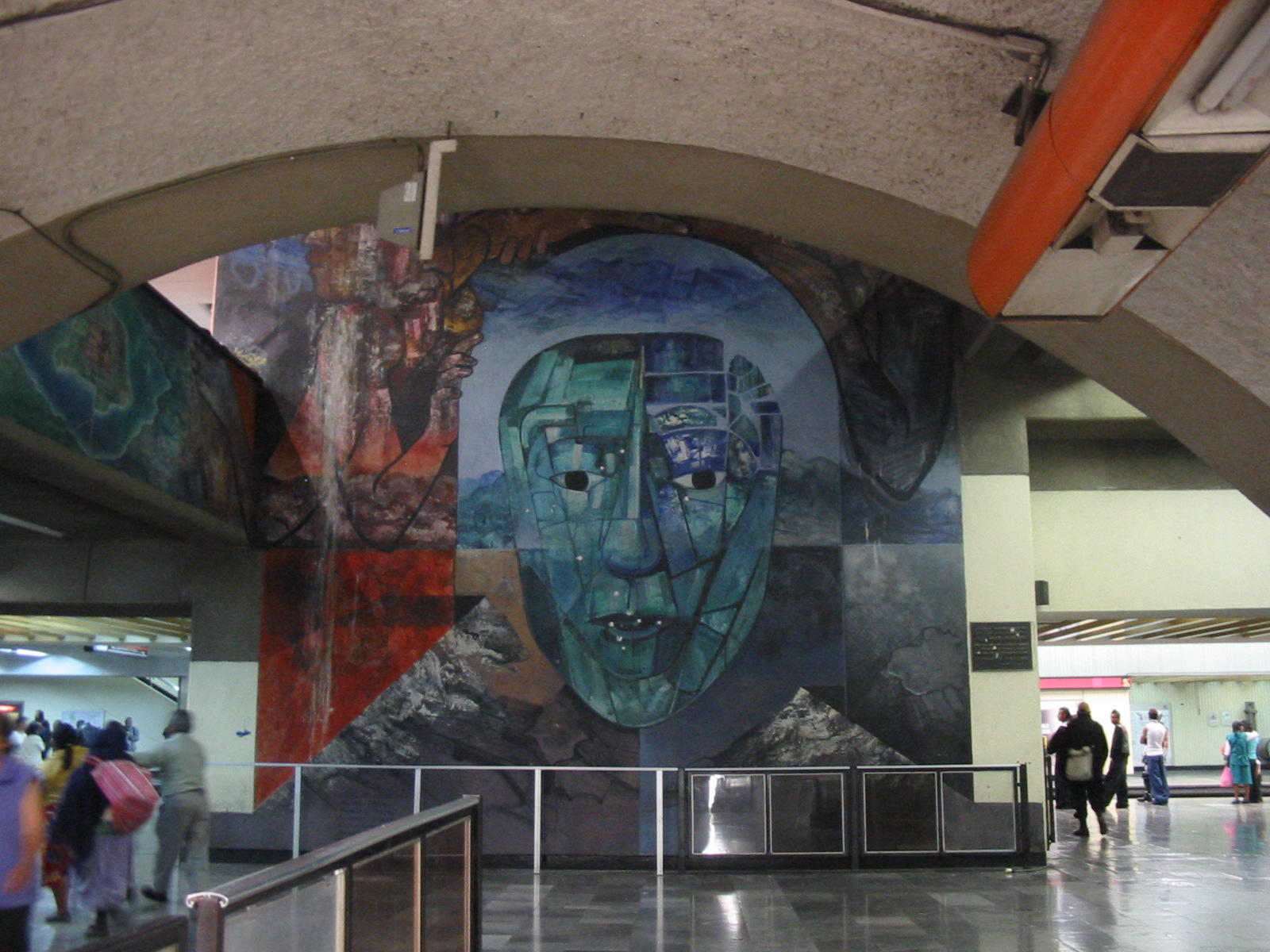
Interiér

Tacubaya je přestupní stanice metra v Ciudad de México.
Stanice se nachází v západní části města, ve čtvrti Miguel Hidalgo. Kříží se tu tři linky metra; 1,7 a 9 (z toho linka 9 je tu ukončena). Stanice patří k nejrušnějším v celé síti metra a k jedné z dvaceti čtyř přestupních. Uspořádána je v několika patrech, ty jsou propojeny přestupními spojovacími chodbami s eskalátory, vede z ní osm výstupů. Umožněn je nástup i osobám se sníženou pohyblivostí. Na povrchu je možný přestup na linky autobusů a trolejbusů.

## Symbol
Symbolem stanice Tacubaya je nádoba s vodou, protože název stanice v aztéckém jazyku Nahuatl znamená „místo kde začíná voda“. V předkolumbovských dobách se tu nacházela malá osada na břehu dnes vysušeného jezera Texcoco.